# Parafia św. Andrzeja Boboli w Bardzicach
Parafia pw. św. Andrzeja Boboli w Bardzicach – parafia rzymskokatolicka usytuowana w Bardzicach. Należy do dekanatu wierzbickiego, który należy z kolei do diecezji radomskiej. 

## Historia
Początkowo nabożeństwa w Bardzicach sprawowano w remizie strażackiej, którą poświęcił 18 sierpnia 1940 ks. Stefan Świetlicki, proboszcz parafii Skaryszew. Kaplica ta wkrótce potem została zaadaptowana do potrzeb religijnych staraniem ks. Stefana Popisa i służyła duszpasterstwu począwszy od roku 1940 aż do 1956. Wtedy to do Bardzic przeniesiony został z parafii w Białobrzegach drewniany kościół pochodzący z 2 połowy XVIII w. Po koniecznej restauracji zestawiono go staraniem ks. Tomasza Wąsika. Samodzielna parafia w Bardzicach została erygowana przez bp. Jana Kantego Lorka 1 stycznia 1943 z terytorium wydzielonego z parafii Skaryszew, Kowala, Wierzbica i Najświętszego Serca Jezusowego w Radomiu.

## Zasięg parafii
Do parafii należą wierni z miejscowości: Bardzice, Bukowiec, Chomentów-Puszcz, Chomentów-Socha, Chomentów-Szczygieł, Gębarzów, Gębarzów-Kolonia, Grabina i Józefów.

## Proboszczowie
- 1943–1955 – ks. Stefan Popis
- 1955–1965 – ks. Tomasz Wąsik
- 1965–1973 – ks. Marian Pęksyk
- 1973–2006 – ks. kan. Eugeniusz Maj
- od 2006 – ks. Edward Czech